# Bedřich Schäffer
Bedřich Schäffer (od roku 1947 Bedřich Rohan, 11. dubna 1904 Moravec – 11. ledna 1973 Praha) byl československý bojový pilot židovského původu, příslušník Royal Air Force v období druhé světové války.

## Život

### Před druhou světovou válkou
Bedřich Schäffer se narodil 11. dubna 1904 v Moravci na Žďársku v českožidovské rodině Karla Schäffera. V rodné obci vychodil obecnou školu, mezi lety 1915 a 1922 studoval na německém gymnáziu v Brně. Následné studium na německé Vysoké škole technické v Brně ukončil po třech semestrech v roce 1923. Začal pracovat v kopřivnické Tatře, kde prošel různými dělnickými profesemi a vypracoval se na obchodního zástupce. Poté přešel na stejné místo v automobilce Praga, kde postupně působil v Brně, Moravské Ostravě a Bratislavě. V roce 1926 nastoupil prezenční vojenskou službu, sloužil v Chebu, Olomouci a Prostějově a absolvoval školu pro důstojníky letectva v záloze. Výcvik vojenského letce ukončil v září 1928 a poté sloužil u leteckého pluku 3 v Piešťanech. Po návratu do civilu absolvoval ještě množství vojenských cvičení a to i dobrovolných, během pobytu v Bratislavě si v Piešťanech navíc domluvil každoměsíční cvičné udržovací lety. Během mobilizace na podzim 1938 byl povolán a sloužil jako kurýrní pilot.

### Druhá světová válka
Po německé okupaci a rozpadu Československa v březnu 1939 se Bedřich Schäffer vrátil ze Slovenska k otci do Brna. Dne 4. března 1940 ilegálně opustil Protektorát Čechy a Morava a přes Slovensko přešel do Maďarska, kde byl zadržen a krátce vězněn. Po propuštění pokračoval přes Jugoslávii a Itálii do Francie, kde byl 7. května 1940 prezentován u nově vznikající československé zahraniční jednotky v Agde. Po pádu Francie se přes Gibraltar evakuoval do Liverpoolu, kam dorazil 7. července 1940. Do Royal Air Force vstoupil v Cosfordu 2. srpna téhož roku, ale pro svůj věk 37 let již pro bojové letectvo nebyl považován za perspektivního a proto působil u nebojových formací. Mezi prosincem 1940 a březnem 1941 přelétával stroje při velitelství 4. oddílu, poté asi měsíc zalétával nové a opravené letouny pro jednotku technického servisu 9. MU. Do listopadu 1943 působil ve výcvikových jednotkách, poté byl přeřazen ke 280. záchranné peruti RAF. U ní létal na strojích Vickers Warwick nesoucí podvěšené motorové čluny, které byly shazovány lokalizovaným trosečníkům. Absolvoval 56 operačních letů a zachránil z moře asi 24 letců. Dne 25. září 1944 přešel k nově zřízenému Dopravnímu oddílu Československého letectva, kde působil do ledna 1945. Na svou žádost byl přeložen do Hendonu k Metropolitní spojovací letce, do konce války už ale nestihl dokončit celkový výcvik. Do Československa se vrátil 17. srpna 1945.

### Po druhé světové válce
Po návratu do Československa zůstal Bedřich Schäffer v armádní letecké službě. Do února 1947 působil u pomocné letky Letecké dopravní skupiny (později pluku) ve Kbelích. V květnu téhož roku si nechal změnit příjmení na Rohan a v červenci se oženil s Dagmarou Náhlíkovou. Manželům se narodil syn Karel a dcery Eva a Dáša. Přešel na funkci šifrovacího a zpravodajského důstojníka a proběhly úvahy o tom, že se stane československým leteckým atašé v Londýně. Tyto plány zhatil komunistický převrat v únoru 1948. K 1. říjnu 1949 byl povýšen do hodnosti podplukovníka, přesně o rok později byl ale bez udání důvodu z armády propuštěn. Měl být zatčen a poslán na nucené práce, podařilo se mu ale ukrýt a přečkat do doby, kdy tlak na jeho uvěznění pominul. I tak měl být vystěhován i s rodinou na Broumovsko, v jejich vile na Hanspaulce žil i jeho tchán, který získal status nepostradatelného odborníka na Ministerstvu paliv a energetiky a vila status služebního bytu, a tak zde mohla rodina Bedřicha Rohana zůstat. Živil se v podřadných zaměstnáních, do roku 1956 pak jako prodejce u podniku Československá keramika. Byl propuštěn, ale dočasně získal místo u Ministerstva zahraničního obchodu, kde se podílel na vývozu československých sportovních letadel. Odtud byl propuštěn v roce 1960 a do odchodu do důchodu v roce 1965 pracoval v karlínském podniku Odbyt strojů a nářadí. Zemřel v Praze 4. července 1967, pohřben byl na Olšanských hřbitovech.

## Rodina
Otec Bedřicha Schäffera Karel Schäffer zahynul v roce 1942 v terezínském ghettu, jeho bratr Arthur Schäffer v roce 1944 v koncentračním táboře Auschwitz. Před svou deportací se ještě stihl rozvést a manželku a děti tak zachránit. Holokaust nepřežila řada jeho dalších příbuzných.

## Vyznamenání
- 1944 Československý válečný kříž 1939
- 1944 Pamětní medaile československé armády v zahraničí
- 1946 Československá medaile Za chrabrost před nepřítelem
- 1946 Československá medaile za zásluhy I. stupně
- Hvězda 1939–1945
- Evropská hvězda leteckých posádek
- Britská medaile Za obranu